# Антіопа

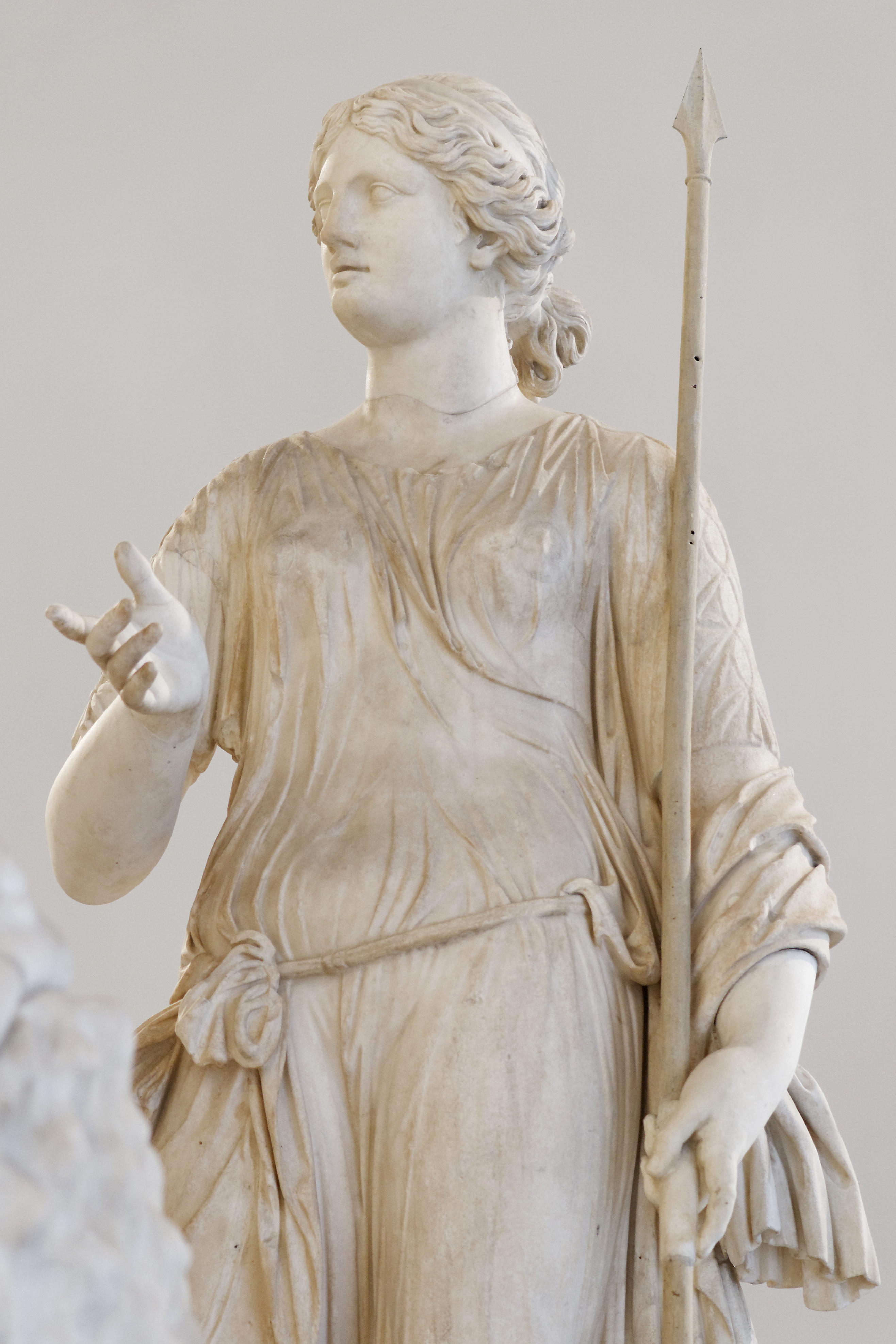
Антіопа

Антіопа (грец. Αντιόπη) — дочка фіванського володаря Ніктея (варіант: річкового бога Асопа).
Згідно з міфами Ніктей не хотів видавати доньку заміж. Але заборони були марними: Антіопа завагітніла (за легендою — від Зевса, що набув вигляду сатира) і втекла з Фів на гору Кіферон, де в печері народила синів-близнюків. Дізнавшись, що батько шукає її, Антіопа кинула малюків у печері, а сама втекла ще далі до Сікіона, де стала дружиною місцевого царя Епопея.
Ніктей в розпуці наклав на себе руки, заповівши владу своєму брату Ліку, який пообіцяв йому за будь-яку ціну повернути Антіопу додому. Між фіванцями і сікіонцями спалахнула війна. Епопей загинув. Його наступник, цар Лаомедонт, погодився видати Антіопу переможцям.
Як бранку Антіопу відправили до Фів. І хоча вона була небогою Ліка, цар тримав її в себе як рабиню, а потім зробив наложницею. Ревнива дружина Ліка, Дірка знущалася над Антіопою і врешті запроторила її до в'язниці.
Коли зросли діти Антіопи —  Амфіон і Зет, знайдені і виховані кіферонським пастухом, вони звільнили свою матір та помстилися кривдниці Дірці, прив'язавши її до рогів дикого бика.
Цьому міфові присвячені твори середньовічних і сучасних художників та скульпторів А. Сузіні, Тіціана, А. Корреджо, Шарль-Андре ван Лоо, А. Ватто й інші.